# Asunción
Asunción (literalment "Assumpció") és la capital i la ciutat més gran del Paraguai amb 600.000 habitants, encara que l'àrea metropolitana té 1,5 milions d'habitants. És la seu del govern paraguaià, el seu principal port intern, i el centre industrial i cultural del país. Les principals indústries de la ciutat són la del calçat, la tèxtil i la producció de cigars.

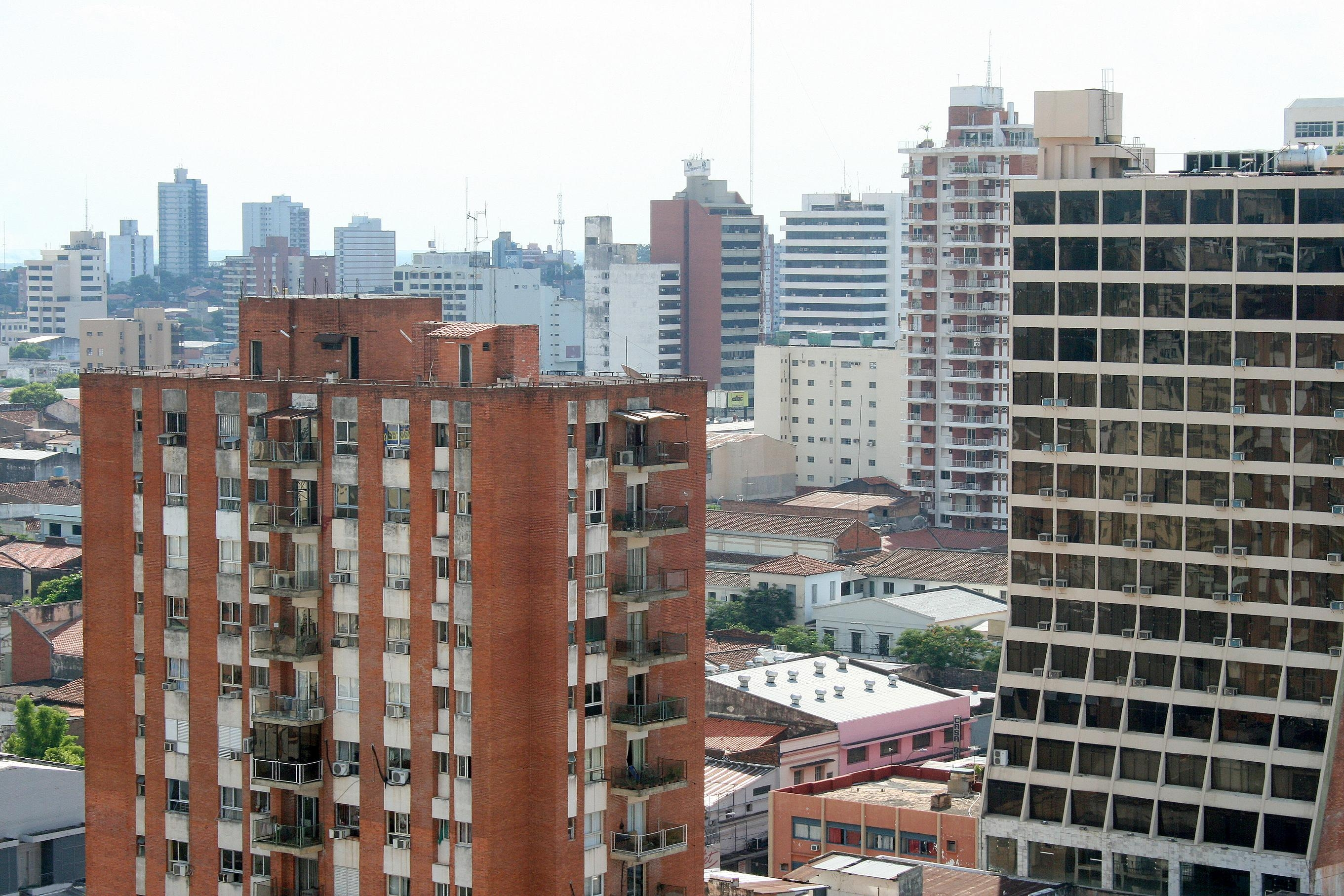
Asunción.

Asunción va ser fundada el 15 d'agost, 1537 per Juan de Salazar i Gonzalo de Mendoza. És una de les ciutats més antigues de Sud-amèrica i és coneguda com a "Mare de les Ciutats", ja que les expedicions colonials per a fundar noves ciutats al sud van sortir de la ciutat, incloent-hi l'expedició per la segona fundació de Buenos Aires.
Alguns dels seus edificis importants són el Museu Godoi, l'Església de l'Encarnació, el Panteó Nacional, el Palau dels López (seu presidencial), la Catedral Metropolitana i la Casa de la Independència, un dels pocs exemples d'arquitectura colonial de la ciutat.
La seva àrea metropolitana, anomenada Gran Asunción, inclou a les ciutats de Luque, Fernando de la Mora, San Lorenzo, Lambaré, Mariano Roque Alonso, Nyemby, Capiatá, Limpio, San Antonio, Villa Elisa i Itauguá, que formen part del Departament Central, la qual cosa incrementa la seva població perifèrica en 2 128 258 de habitants, el que la converteix en una de les 20 aglomeracions urbanes més grans de Sud-amèrica. La seva superfície és de 117 km² a la ciutat, i 1029 km² al Gran Asunción.
Asunción és la seu dels tres poders de la Nació (Executiu, Legislatiu i Judicial), i del principal port fluvial (Direcció General d'aduanes), a més constitueix el centre cultural del país. Malgrat algunes variants en el transcurs del temps des de la seva fundació i fins als nostres dies, Asunción és el centre de l'activitat nacional. Des de la capital s'imparteixen les principals resolucions i projectes dels poders de l'Estat, i se centralitzen la banca, les entitats econòmiques, culturals, diplomàtiques, socials, gremials i industrials del país
Asunción és considerada una ciutat global de categoria "gamma -". La ciutat es considerada una de les capitals més barates del món, també és considerada com una de les ciutats més segures de la regió, i últimament com una de les millors ciutats per a la inversió, tant de construccions com de serveis
El 20 de març del 2012, l'Organització Mundial per la Pau va declarar a Asunción com la «Capital Mundial de l'Amistat per la Pau», ja que està formada per una població molt variada que comparteix la pau en les seves cultures i tradicions. La calor dels seus pobladors, transmet un clima de seguretat i una unió entre el passat i el present, barrejats en un principi ètic que promou una veritable cultura de la bona amistat en bé de la pau

## Etimologia
El nom oficial de la ciutat és Nuestra Señora de la Asunción, segons el document fundacional del Cabildo, datat el 16 de setembre de 1541. El fort que el va precedir va ser establert amb el mateix nom el 15 d'agost de 1537 per Juan de Salazar de Espinosa, dia en què l'Església catòlica commemora l'Assumpció de Maria. .
Asunción prové del substantiu llatí, d'ús eclesiàstic, assumptīō, definit com: "la Verge Maria sent elevada en cos i ànima al cel" i cal distingir-la de l'Ascensió de Jesús. Encara que el dogma no va ser proclamat fins al 1950, la festa es remunta al segle ix i va ser especialment celebrada a Espanya i Amèrica.

## Història

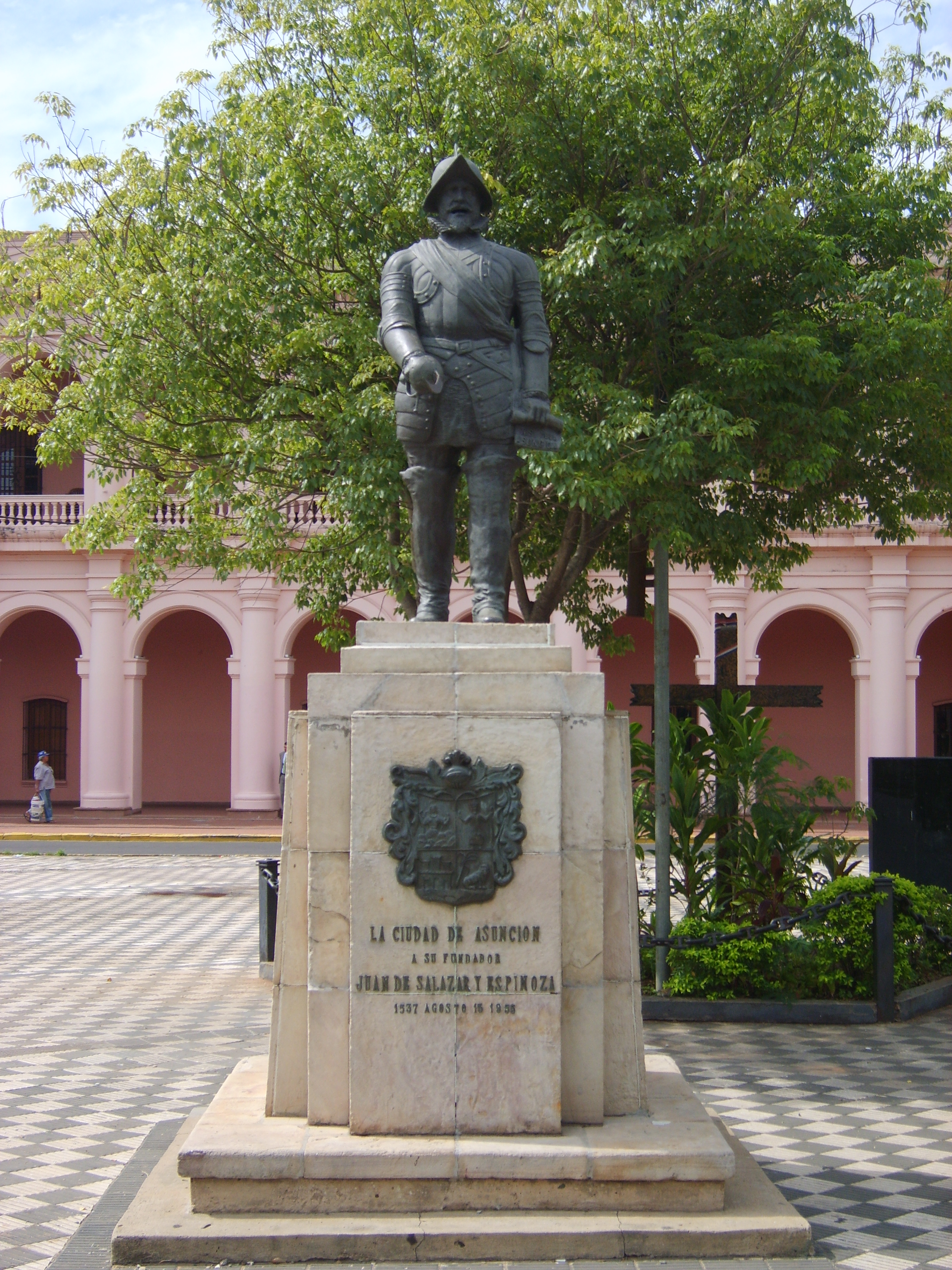
Monument a Juan de Salazar i Espinosa de los Monteros, fundador de la ciutat d'Asunción.

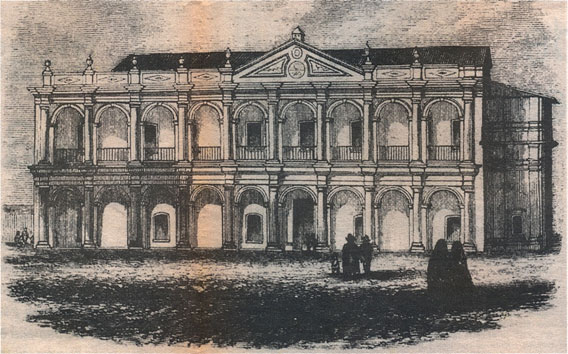
Cabildo d'Asunción a l'any 1854.

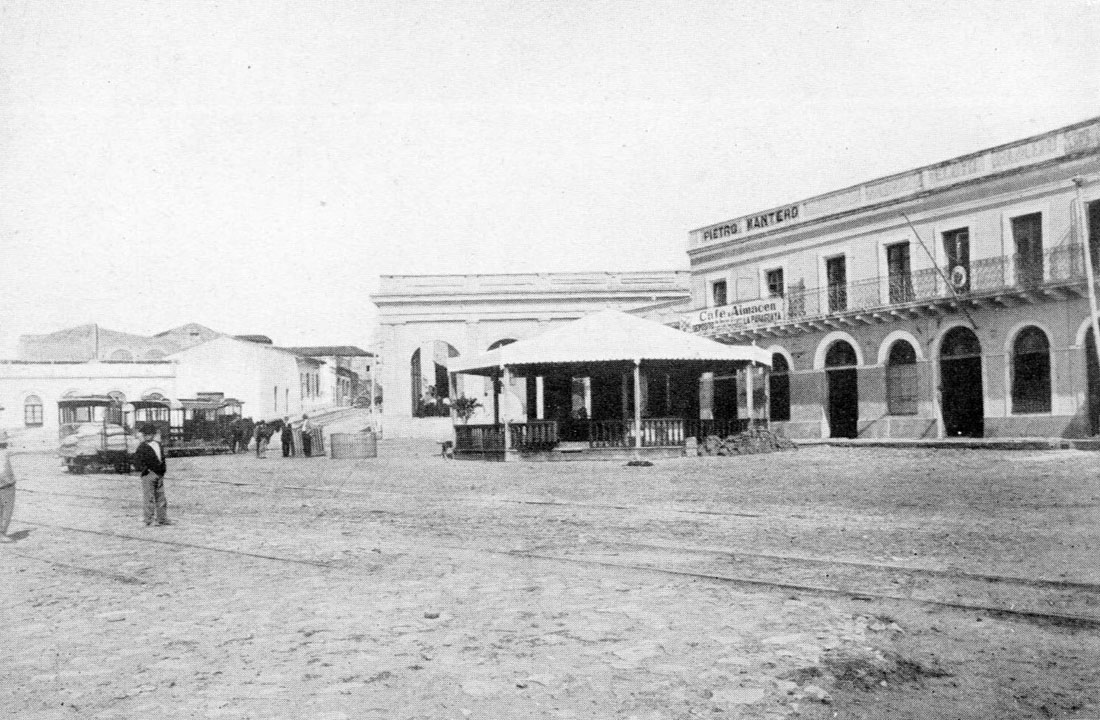
Centre d'Asunción a l'any 1892.

El nom oficial de la ciutat -La Molt Noble i Lleial Ciutat de La nostra Senyora Santa Maria de la Asunción - és el que va rebre a la seva acta de fundació, datada del 16 de setembre del 1541. En aquell moment el seu Cabildo va ser instituït pel tinent governador Domingo Martínez Irala, elevant a la categoria de ciutat el que era un fort militar, erigit amb el mateix nom el 15 d'agost del 1537 per Juan de Salazar Espinosa (natural de Medina de Pomar, Espanya). La fundació del fort que donaria vida a la ciutat d'Asunción es va dur a terme al territori dels guaranís-cari, poble que va fer una aliança amb els conqueridors hispans. Asunción va tenir el seu auge durant la segona meitat del segle xvi, i després va decaure a causa del seu aïllament geogràfic i l'oblit en què va caure la província paraguaiana per la metròpoli.
Durant l'època colonial, el 1731, Asunción va ser el focus principal d'una rebel·lió sota el comandament de José d'Antequera i Castro, en una de les primeres reaccions contra el domini colonial espanyol. Aquest alçament fallit es coneix com la Revolta dels Comuners
Els partidaris de la independència, durant la nit del 14 de maig de 1811 i la matinada de l'endemà, van llançar el moviment revolucionari paraguaià que va ser dirigit militarment pel capità Pedro Juan Caballero. Vicente Ignacio Iturbe, qui va ser un dels líders del moviment, va anar a la residència de Bernardo de Velasco (governador intendent del Paraguai). Aquest no va acceptar la proposta de lliurar la plaça, tot l'armament i les claus del cabildo colonial. Llavors, els líders van situar 8 canons davant de la casa del governador, i Iturbe va portar una nova proposta, imposant un termini breu a la resposta. Velasco va comprendre que era inútil resistir-hi es va rendir. En conèixer-se la rendició de Velasco es van disparar 21 canonades i es va crear una bandera, la qual representaria a la nova nació. El poble, en adonar-se del que havia passat, va exterioritzar la seva alegria a la plaça. Aquesta va ser l'única declaració d'independència pacífica a l'Amèrica del segle XIX; la veritat és que els espanyols es van veure impossibilitats d'atacar, ja que les Províncies Unides del Riu de la Plata, amb qui estaven en guerra impedien tot avanç dels espanyols cap al Paraguai.
Ja en l'època independent, durant el govern de José Gaspar Rodríguez de Francia, la major part del centre va ser demolida per refer la planta urbana en forma de quadrícula. Després de la Guerra de la Triple Aliança (1865-1870), Asunción va ser ocupada per tropes brasileres i aliades des del gener del 1869 (fet conegut com Saqueig d'Asunción) fins al 1876. En acabar la Guerra de la Triple Aliança, Asunción va iniciar la seva trista reconstrucció. A la fi del segle xix, així com al començaments del segle xx, va arribar un flux considerable d'immigrants procedents d'Europa i de l'Imperi Otomà, la qual cosa va permetre a la ciutat un canvi important en el seu panorama urbà; es van construir nombroses edificacions i Asunción va tornar a viure una època de prosperitat que no coneixia des d'abans de la guerra.
Entre els anys 1932 i 1935 el Paraguai es va enfrontar en un conflicte bèl·lic amb Bolívia en la Guerra del Chaco i durant aquesta guerra, Asunción es va convertir en un lloc de d'auxili i ajuda pels ferits de la batalla. A partir de la seva fundació la ciutat va començar a créixer i estendre's, arribant a conformar una gran àrea metropolitana, coneguda com a Gran Asunción, la qual posseeix més de dos milions d'habitants, sobre un total d'uns sis milions del país.

## Geografia

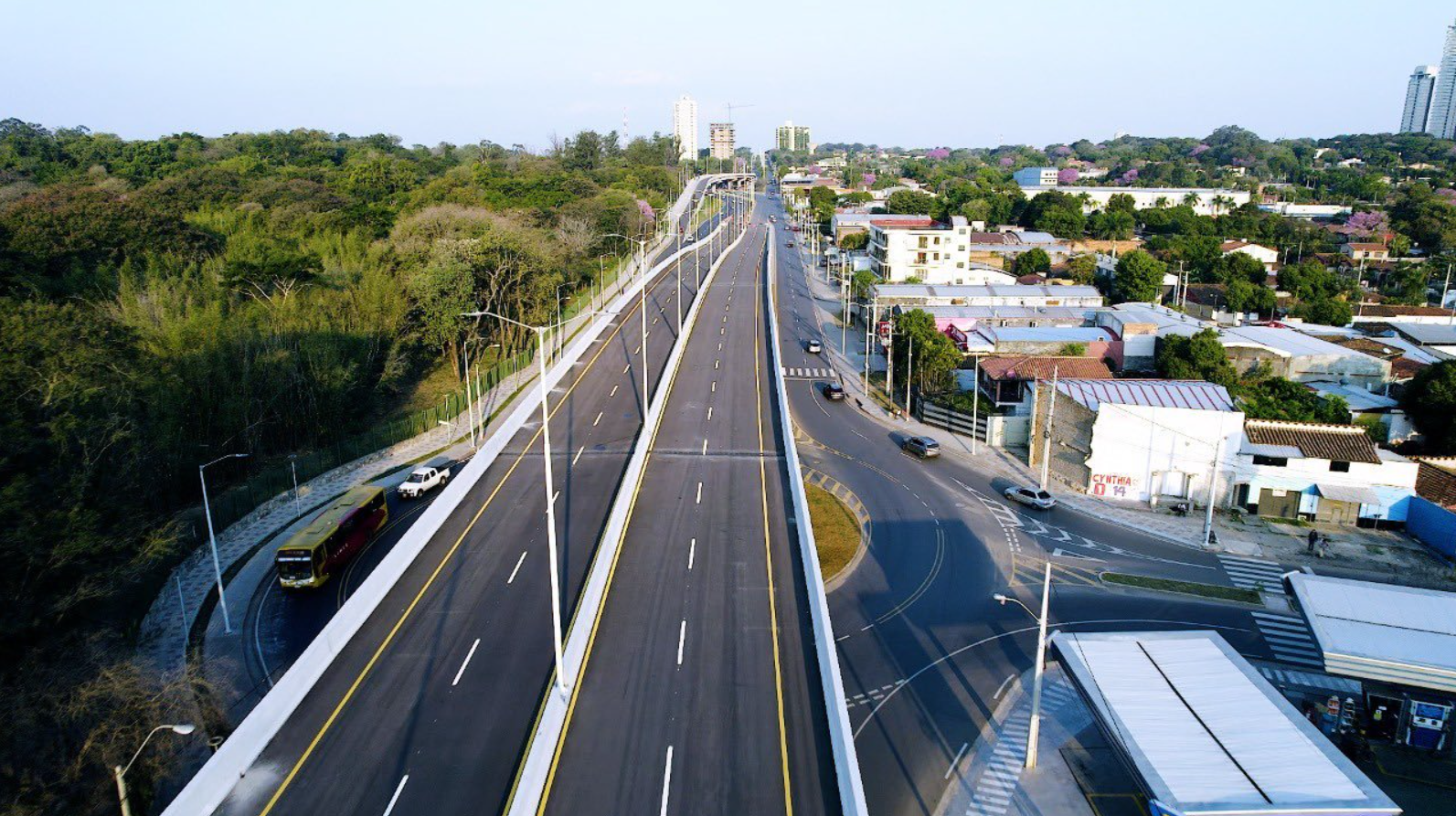
Corredor viari del Jardí Botànic (esquerra); a la dreta, es mostren les torres de Jade Park.

En estar a la frontera Argentina-Paraguai, Asunción es troba entre els paral·lels 25° 15' i 25° 20' de latitud sud i entre els meridians 57° 40' i 57° 30' de longitud oest. La ciutat es troba a la riba esquerra del riu Paraguai, gairebé a la confluència d'aquest riu amb el riu Pilcomayo. El riu Paraguai i la badia d'Asunción al nord-oest separen la ciutat de la regió occidental del Paraguai i l'Argentina a la part sud de la ciutat. La resta de la ciutat està envoltada pel Departament Central. .
El riu Paraguai és el cos hidrogràfic més important de la ciutat ja que a través d'ell es desenvolupa el comerç fluvial, i també és un atractiu turístic. La badia d'Asunción està separada del gran riu Paraguai pel Banco de San Miguel, una estreta península de terra baixa on conflueixen dues regions geogràfiques i ecològiques del Paraguai: el Chaco Humit i els boscos atlàntics de l'Alt Paraná. Algunes masses d'aigua importants són les rieres de Pozo Colorado, De Los Patos, Ycuá Satí i Jaén. Tots aquests corren amagats sota el paviment d'Asunción i desemboquen al riu.
L'orografia de la ciutat es caracteritza per ser irregular, en part per "els set turons" que es veien des del riu en arribar a la ciutat. El nucli antic s'assenta sobre un turó i conserva la planta característica de les poblacions de l'època colonial, mentre que l'Església de l'Encarnación es troba en realitat al punt més alt del centre de la ciutat. El punt més alt d'Asunción és el Cerro Lambaré, amb 156 m sobre el nivell del mar, que està envoltat per una petita massa forestal i sol oferir un espectacle espectacular a la primavera a causa de la floració dels lapatxos de la zona.
Els 7 turons d'Asunción són:

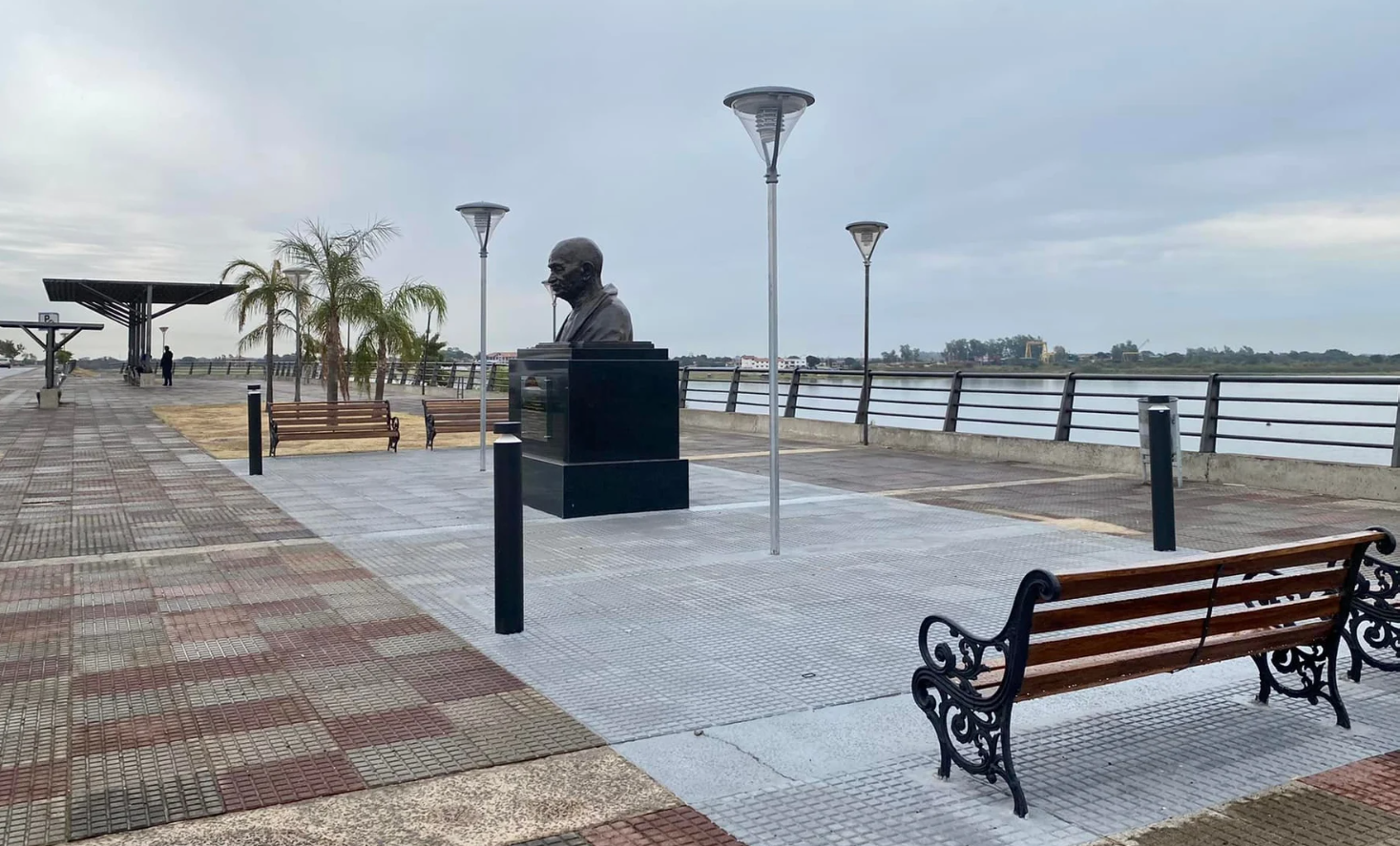
Bust de Gandhi a la vora del riu Paraguai

- Loma Cabará, la zona fundacional d'Asunción.
- Loma San Jerónimo, on antigament hi havia una ermita dedicada a aquest sant.
- Loma Clavel, on actualment hi ha la caserna d'Infanteria de Marina.
- Loma Cachinga, on actualment hi ha l'Hospital de Clíniques.
- Loma del Mangrullo, on actualment es troba el parc Carlos Antonio López.
- Loma de la Encarnación, on actualment es troba l'Església de l'Encarnación.
- Loma de las Piedras de Santa Catalina, on actualment hi ha l'Escalinata Antequera. .

### Biogeografia

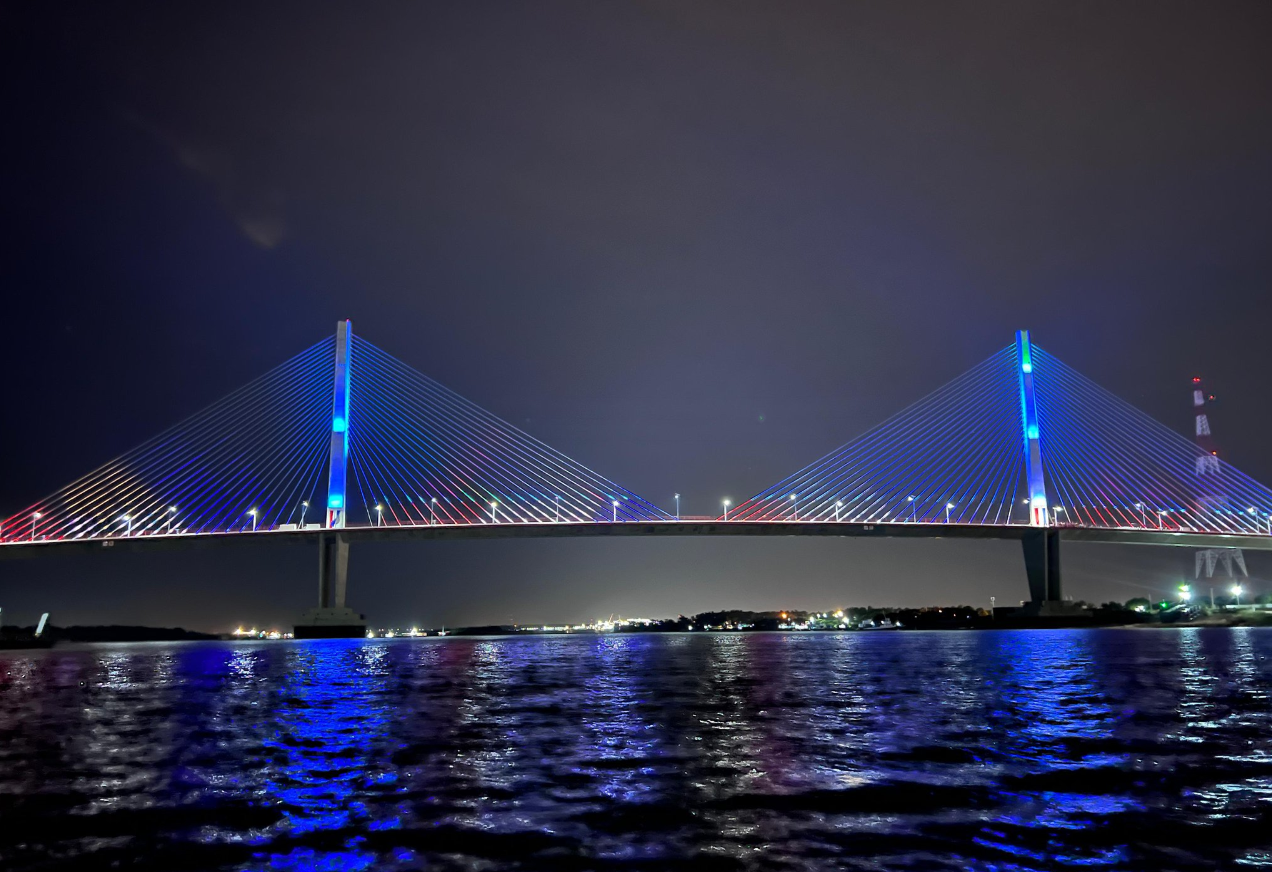
Pont Héroes del Chaco sobre el riu Paraguai, que uneix Asunción amb Nueva Asunción

Les àrees biogeogràfiques d'Asunción són dues, la zona de la badia i la zona interior. La zona interior solia estar coberta de boscos frondosos que formaven part dels boscos atlàntics de l'Alto Paraná, aquests fàcilment ha superat els 40 m d'alçada. Entre les espècies florals comunes que trobem o encara es troben, hi ha la falguera arborescada o chachï (Alsophyla atrovirens), el lapatxo rosa (Tabebuia heptaphylla), la yvyra pytä (Peltophorum dubium), el guatambú o yvyra ñeti (Balfourodendron riedelianum), el cedre o igary (Cedrela fissilis), etc.
Entre els grans animals que vivien a la zona que actualment és Asunción hi havia el jaguar (Panthera onca), el tapir (Tapirus terrestris), l'àguila harpia ( Harpia harpyja), el mico caputxí (Cebus apella), etc. Les últimes restes d'aquest gran ecosistema es poden veure al Jardí Botànic i Zoo d'Asunción i als voltants del Cerro Lambare; en aquests llocs encara es poden trobar animals mitjans i petits, com el tucà toco (Ramphastos toco), el tegu daurat (Tupinambis teguixin), la zarigüeya (Didelphis albiventris), la garsa paraguaiana (Cyanocorax chrysops), la masakaragua'i o cucucucha (Troglodytes aedon), etc; mentre que alguns ocells petits com el cardenal (Paroaria coronata), la tórtora (Zenaida meloda), el chingolo o cachilito (Zonotrichia capensis ), el caderner (Sicalis flaveola), el saijovy o celestí comú (Thraupis sayaca), etc. conviuen a les zones densament poblades de la ciutat amb el colom domèstic, que és una espècie invasora que es reprodueix a un ritme accelerat, causant danys a les façanes dels edificis i en alguns casos desplaçant l'avifauna local.
D'altra banda, la zona de la badia té una superfície aproximada de 375 ha i es troba a només a 2 km del nucli antic. És un dels llocs de parada més importants durant el viatge de les aus migratòries del Nearctic i del Sud. La badia d'Asunción té una gran varietat d'hàbitats, però la seva disponibilitat canvia al llarg de l'any donant com a resultat grans fluctuacions estacionals en el nivell de l'aigua del riu Paraguai, que fan que la profunditat i l'abast de les inundacions de la badia variïn considerablement. Durant l'hivern meridional, quan l'aigua és abundantment alta, la badia es troba en gran part sota l'aigua, però cap al final de l'estació quan el nivell de l'aigua baixa, apareixen platges de sorra i argila (marjal de marea). Si les aigües continuen retrocedint, la majoria dels pantans s'assequen i es converteixen en herbassars, alguns de les quals romanen humits. S'han registrat un total de 258 espècies d'ocells, incloses 7 espècies en perill d'extinció global i 28 espècies que nidifiquen a Amèrica del Nord i migren cap al sud d'Amèrica del Sud. Més d'un 3% de la població mundial d'un d'ells, el picot de canyella (Tryngites subruficollis), passa per la badia durant la seva migració cap al sud, convertint la badia d'Asunción en una Àrea d'Aus Important (IBA).

## Ciutats agermanades
- Buenos Aires, Argentina
- Resistencia, Argentina
- Rosario, Argentina
- Campinas (Brasil)
- Curitiba (Brasil)
- São Paulo (Brasil)
- Trujillo, Perú
- Chimbote, Perú
- Chiba, Japó
- Madrid, Espanya
- Miami, Estats Units
- Taipei, República de la Xina (Taiwan)
- Bogotà, Colòmbia